# Pogromcy duchów

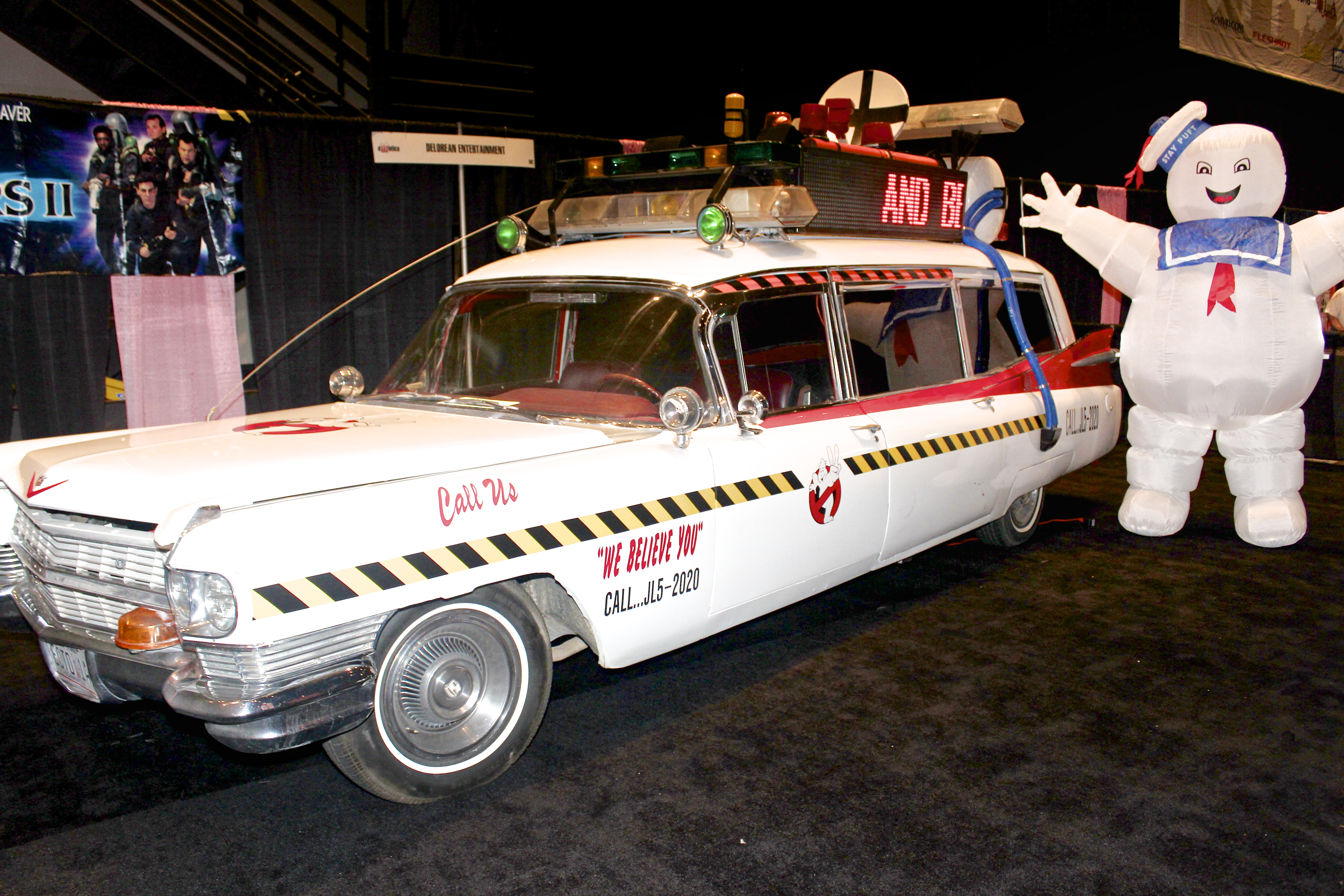
Samochód Pogromców Duchów

Pogromcy duchów (ang. Ghostbusters) – amerykańska komedia grozy z 1984 w reżyserii Ivana Reitmana.

## Obsada
- Dan Aykroyd – dr Raymond Stantz
- Bill Murray – dr Peter Venkman
- Sigourney Weaver – Dana Barrett / Zuul, Strażnik Bramy
- Harold Ramis – dr Egon Spengler
- Rick Moranis – Louis Tully / Vinz Clortho, Klucznik
- Annie Potts – Janine Melnitz
- William Atherton – Walter Peck
- Ernie Hudson – Winston Zeddemore
- David Margulies – burmistrz
- Steven Tash – student
- Slavitza Jovan – Gozer
- Paddi Edwards – Gozer (głos)
- Jennifer Runyon – studentka Jennifer
- Danny Stone – stangret
- Tommy Hollis – adiutant burmistrza
- Michael Ensign – menedżer hotelu
- Ivan Reitman –
  - Zuul, Strażnik Bramy (głos)
  - Slimer (głos)
- Mark Bryan Wilson – Slimer
- Ruth Hale Oliver – duch z biblioteki
- Bill Bryan – Piankowy Marynarzyk Stay Puft[3]
- Alice Drummond – bibliotekarka
- Kymberly Herrin – duch dziewczyny
- Timothy Carhart – wiolonczelista
- Reginald VelJohnson – oficer policji
- Roger Grimsby – on sam
- Larry King – on sam
- Joe Franklin – on sam
- Casey Kasem – on sam (głos)
- Jean Kasem – jeden z gości na imprezie u Louisa
- Ron Jeremy – jeden z gapiów
- Debbie Gibson – jeden z gapiów

## Fabuła
W 1984 w Nowym Jorku ma pojawić się sumeryjski bóg Gozer, aby zniszczyć świat. Jego pojawienie poprzedzone jest masowym atakiem wszelkiej maści duchów na Nowy Jork. W tym samym czasie grupa naukowców (Egon Spengler, Raymond „Ray” Stantz i Peter Venkman) postanawia założyć przedsiębiorstwo Pogromcy Duchów. W obliczu bezradności policji i żandarmerii wojskowej tylko pogromcy duchów mogą powstrzymać Gozera.